# 성성이

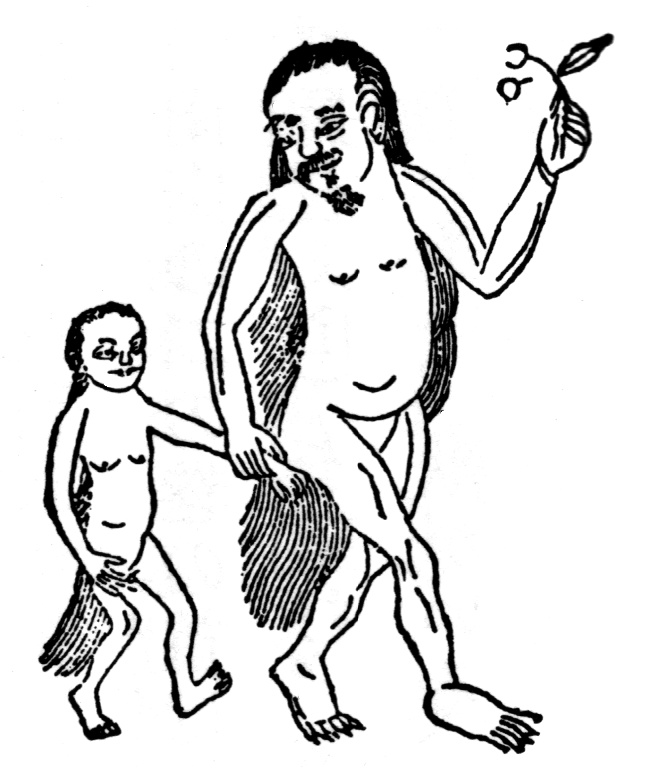
『산해경』의 성성이 삽화.

성성이(중국어: 猩猩, 병음: xingxing)는 전근대 한자문화권의 고전들에 기록된 인간형 동물이다.
『이아』 제18장 「석수」(釋獸)에서 “성성이는 작고 울부짖기를 좋아한다”고 했다. 곽박이 단 주석에서:26 『산해경』을 인용하여 “사람의 얼굴이지만 몸은 돼지이고, 말을 할 줄 안다. 교지와 봉계에 산다. 오소리[獾]나 작은 돼지를 닮았다. 그 목소리는 아이가 우는 소리 같다.”고 적었다. 여기서 봉계(封谿)는 오늘날의 베트남 박닌성을 말한다.
『회남자』에서는 “성성이는 옛 일을 알지만 앞일은 알지 못한다. 건작(乾鵲)은 앞일을 알지만 옛 일은 알지 못한다.”고 했다. 고유가 단 주석에서:26 성성이는 “사람의 얼굴이지만 몸은 짐승이고, 빛깔은 누렇다. 술을 좋아한다.”고 했다.:508
이시진의 『본초강목』 권51하(下)에서 상기 기록들을 집대성해서 이렇게 쓰고 있다.
성성이는 말을 할 수 있으며 미래를 읽을 줄 아니, 성성이[猩猩]란 슬기롭다[惺惺]는 뜻이다.
성성이는 『이아』, 『일주서』 등 문헌에 수십 가지 설이 있는데 그 기록들을 요약하면 다음과 같다. 성성이는 애뢰이의 산골짜기와 교지의 봉계현에 산다. 생긴 것이 개나 미후(獼猴)를 닮았다. 누런 털은 원(猿)과 같고, 흰 귀는 돼지와 닮았다. 얼굴은 사람 같고, 다리도 사람 같다. 머리털이 길고 얼굴과 머리는 단정하다. 아기 우는 소리처럼 울거나 또는 개 짖는 소리를 낸다. 자기들끼리 무리를 지어 은밀하게 움직인다.
완견(阮汧)이 말하기를, “봉계현 사람들은 이 짐승을 이렇게 잡는다. 술과 짚신을 길바닥에 두면 성성이가 와서 그것을 보고, 그것들을 둔 사람의 조상 이름을 부르며 꾸짖고 떠난다. 얼마 뒤 돌아와서 술을 마시고 짚신을 신고 노는데, 이 때 사람들이 사로잡아서 우리에 가두고 기른다. 잡아먹으려 하면 자기들 중 가장 살진 놈을 뽑아서 구슬피 울면서 보낸다. 서호(西胡)에서는 성성이 피로 모직물을 염색하는데, 밝은 빛깔이 오래도록 유지된다. 피를 받을 때는 성성이를 채찍질하는데, 그 때마다 몇 대를 맞았는지 성성이에게 묻고, 한 두(斗) 정도 피를 받으면 그만둔다”고 했다.
또한 『예기』에서도 성성이 말을 할 줄 안다고 했으나, 곽의공의 『광지』에서는 성성이가 말을 할 수 없다고 했다. 『산해경』에서는 성성이가 말을 안다고 했다. 성성은 사람과 비슷하게 생겼지만, 원ㆍ후와 같은 짐승일 뿐, 말을 하는 것은 앵무새와 같은 것에 불과하다. 완씨가 한 설명이 다 맞지도 않다.
라원의 『이아익』에서는 “고전에서는 성성이가 돼지나 개나 후(猴)와 비슷하다고 했는데, 오늘날 기록된 것은 비비(狒狒)와 다름이 없다. 알몸에 맨발로 산발을 한 여자처럼 생겼다. 무릎이 없는 것 같고, 떼지어 움직인다. 인간을 마주치면 두 손으로 자기 몸을 가리니, 야인(野人)의 일종이라고들 한다”고 했다. 라씨의 설에 따르자면 성성이는 아녀(野女)나 야파(野婆)와 같은 것 같은데, 정말 그러한가?:4128:403
당몽의 『박물지』에서는 “일남 지방에 야녀라는 짐승이 사는데, 떼를 지어 다니고 수컷이 보이지 않는다. 희고 고운데 옷을 입지 않는다”고 했다. 주밀의 『제동야어』에서는 “남단주에 야파가 있는데 털이 누렇고 나체에 맨발로 다닌다. 아주 늙은 여자처럼 생겼다. 모두 암컷이고 수컷은 없다. 비뉴(飛猱)처럼 산을 오르내린다. 허리 아래로 가죽조각을 걸쳐 몸을 가린다. 남자를 만나면 반드시 끌고 가서 교미하기를 원한다. 건장한 남자가 야파를 죽여버린 적이 있는데, 죽임당할 때도 자기 허리 아래를 가렸다. 그것을 갈라 보니 도장 조각이 나왔는데, 창옥(蒼玉)처럼 빛났고 전서가 새겨져 있었다”고 했다.

이 두 설과 위의 완씨ㆍ라씨의 설으로 보건대, 야녀란 곧 성성이다. 야녀에게서 발견된 전서 옥도장은 수컷 쥐의 불알에 부전(符篆)이 새겨져 있었다는 것이나, 새의 날개 아래에 경인(鏡印)이 있었다는 것과 같은 것이다. 이런 것들의 효능과 쓰임이 무엇인지는 아직 알지 못한다.:4128:403A 
현대 중국어에서는 침팬지를 흑성성(黑猩猩), 보노보를 왜성성(倭猩猩), 고릴라를 대성성(大猩猩), 오랑우탄을 홍성성(红猩猩)이라고 한다.

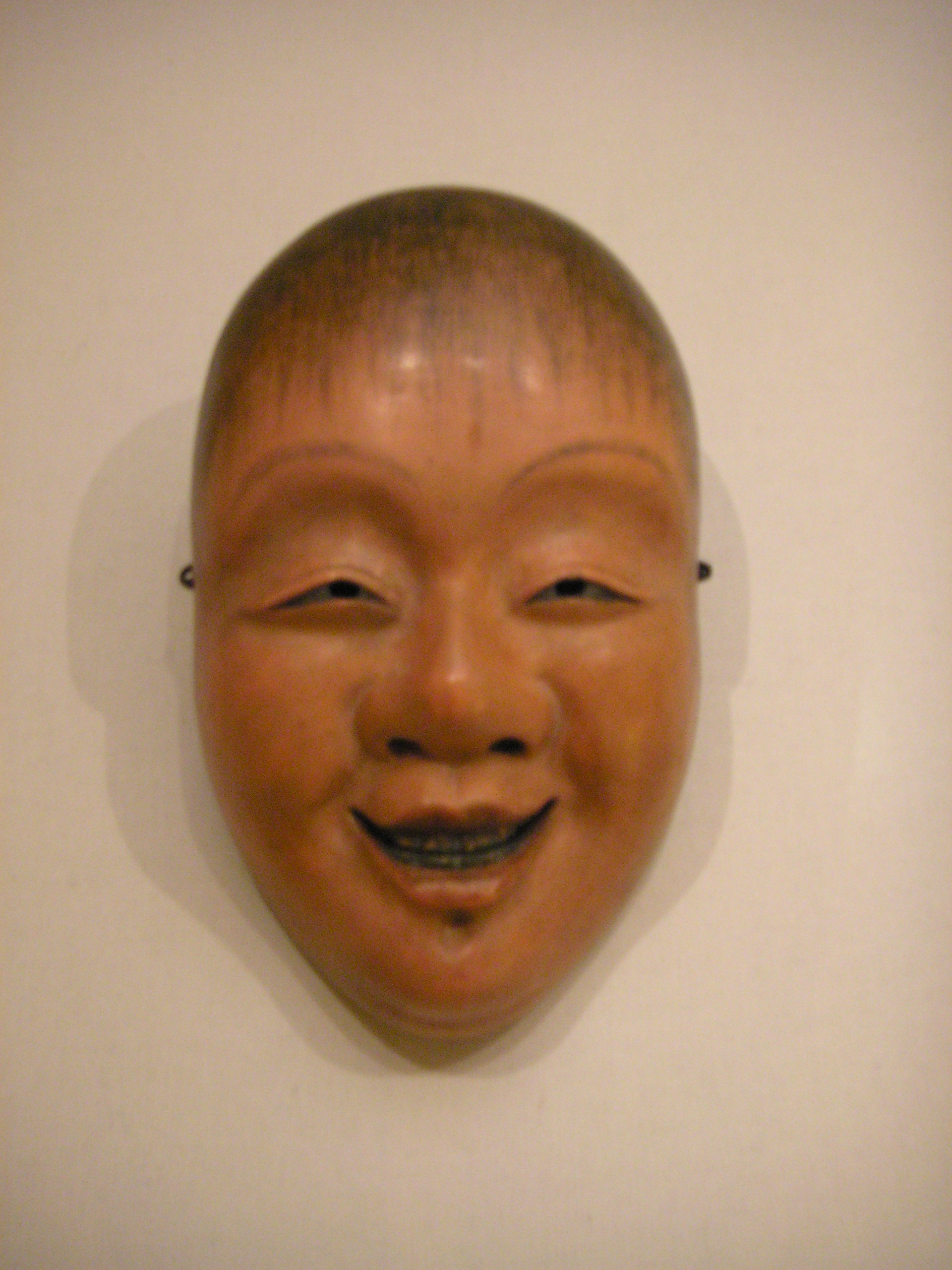
성성이 노면.

일본에서는 성성이가 유인원의 일종이라기보다, 붉은 얼굴과 머리털을 가졌으며 술을 좋아하는 바다의 정령 같은 것으로 되었다. 성성이라는 제목의 노극도 있고, 성성이를 표현한 노면, 가부키 화장도 있다. 술에 환장하는 사람을 성성(일본어: 猩々 쇼죠[*])이라고 한다. 같은 원리로 초파리는 일본어로 성성파리(일본어: 猩猩蠅 쇼죠바에[*])라고 한다. ‘피가 염료로 사용되는 유인원’이라는 성성이의 특성은 일본에서는 비비의 특성으로 전해진다.

## 같이 보기
- 카미
- 요괴